# Lydus praeustus
Lydus praeustus is een keversoort uit de familie van oliekevers (Meloidae). De wetenschappelijke naam van de soort is voor het eerst geldig gepubliceerd in 1850 door Ludwig Redtenbacher.